# Zolkai járás

A Zolkai járás a Kabard- és Balkárföldön

A Zolkai járás (oroszul Зольский район, kabard nyelven Дзэлыкъуэ къедзыгъуэ, balkár nyelven Зольск район) Oroszország egyik járása a Kabard- és Balkárföldön. Székhelye Zalukokoazse.

## Népesség
- 1989-ben 38 785 lakosa volt.
- 2002-ben 50 634 lakosa volt, melyből 46 025 kabard (90,9%), 2 585 balkár (5,1%), 1 141 orosz (2,3%), 70 ukrán, 60 oszét, 12 török, 8 német, 2 koreai, 2 zsidó.
- 2010-ben 48 939 lakosa volt, melyből 44 579 kabard (91,1%), 2 934 balkár (6%), 939 orosz (1,9%).

A balkárok főleg kisebb falvak lakói.